# Happy Lesson
Happy Lesson es una comedia manga, escrita por Sasaki Mutsumi e ilustrada por Shinnosuke Mori, y publicada en Dengeki G's Magazine  entre los meses de abril de 1999 y septiembre de 2002, protagonizada por un estudiante de secundaria que es adoptado por cinco de sus profesoras.  Se ha adaptado a un OVA que consta de cinco capítulos en 2001; un anime de trece en 2002; una secuela del mismo, llamada Happy Lesson Advance, en 2003; y una segunda serie de OVAs llamada Happy Lesson: The Final, en 2004. Estas series han sido también adaptadas a una serie de drama CD y un juego de Dreamcast.
En España tanto los OVAs como los animes han sido emitidos por el canal Buzz.

## Argumento
El argumento de Happy Lesson se basa en cinco profesoras que terminan viviendo con un huérfano problemático e indiferente, y su curioso plan de convertirse en sus figuras maternas en un esfuerzo de convertirle en un estudiante de provecho. Para lograrlo, emplean distintos métodos, tales como experimentos científicos, purificación espiritual, entrenamiento físico. A todo esto se une el hecho de que deberán esconder que todas viven en la misma casa que el protagonista de ciertos ojos curiosos.

## Personajes
Las personajes femeninas siguen un cierto esquema en sus nombres: sus apellidos son una lista de números, del 1 al 10; mientras que sus nombres son las formas arcaicas de los meses (por ejemplo: Mutsuki (むつき?) es enero, Kisaragii (きさらぎ?) es febrero...).
Chitose Hitotose (仁歳 チトセ Hitotose Chitose?)
Seiyu: Daisuke Kishio,
Un huérfano de secundario que se ha trasladado a la casa de sus fallecidos padres para vivir por su cuenta, pero no por mucho tiempo, ya que sus profesoras al ver sus malas notas y actitud, deciden vivir con él, convirtiéndose en sus Madres.
Al comienzo de la serie se muestra que Hitotose es bueno peleando, ya que vence a dos chicos que se burlaban de él por no tener padres; más tarde en Happy Lesson Advance, vemos su habilidad de lucha varias veces durante sus conflictos con Nagatsuki Kuron. 
Susumu Arisaka
El protagonista masculino en la versión manga. Reemplaza a Chitose en la historia, pero sus circunstancias son las mismas. Difiere en la personalidad, ya que es más estudioso, menos irritable y generalmente más bueno con las personas de su entorno.
Mutsuki Ichimonji (一文字 むつき Ichimonji Mutsuki?)
Seiyu: Ruri Asano.
Tutora de Chitose y proferora de literatura japonesa. Es amable mientras que Chitose no se escaquea de estudiar. Se la ve casi siempre cocinando o limpiando la casa, siempre que no esté intentando enseñar a Chitose. 
Kisaragi Ninomai (二ノ舞 きさらぎ Ninomai Kisaragi?)
Seiyu: Akiko Kimura,
La introvertida profesora de ciencias que actúa como una sectaria. Está bastante más interesada en la ciencia y en cosas que pueden ser explicadas a través de la ciencia. A pesar de que normalmente parece poco emotiva, es una persona dulce, cariñosa y de buen corazón a la que le encantan las cosas lindas (como cachorritos, pollitos y su hijo), y se preocupa profundamente por la gente de su entorno. Ella es de hecho un alien, lo que explica sus habilidades tecnológicas.
Yayoi Sanzenin (三世院 やよい Sanzen'in Yayoi?)
Seiyu:  Kikuko Inoue.
La enfermera escolar y miko (sacerdotisa). Yayoi puede ser calmada, a menos que sienta que Chitose está en peligro, en cuyo caso puede poner en marcha sus habilidades con la espada. Se la ve llevando un vestido de sacerdotisa y poniendo su espada en el cuello de Chitose para que este haga lo que le pide.
Uzuki Shitenno (四天王 うづき Shitenno Uzuki?)
Seiyu: Kimiko Koyama,
La profesora de arte. Uzuki actúa como una niña pequeña y es muy activa y sonrriente. Discute siempre con Satsuki. Se la ve con unas alas de ángel debido a su obsesión con el cosplay. 
Satsuki Gokajo (五箇条 さつき Gokajō Satsuki?)
Seiyu: Kahoru Sasajima,
La profesora de educación física. Satsuki prefiere la fuerza sobre la mente y tiene una personalidad fuerte. Parece agresiva y violenta, actuando y hablando sin pensar, pero en el fondo tiene una personalidad muy dulce. La llaman a menudo La mujer oso, lo que se debe según ella a que lleva pijamas con osos y que actúa como un animal. 
Hazuki Yazakura (八桜 はづき Yazakura Hazuki?)
Seiyu: Mie Sonozaki.
La hermana mayor adoptiva de Chitose. Hazuki es un ídolo pop en Japón, por lo que normalmente está de gira en distintas ciudades del país. Sus canciones son muy populares y se ha ganado el corazón de mucha gente de Japón. Una de sus mayores características es su habilidad para comer, siendo capaz de comer grandes cantidades de comida en poco tiempo.
Minazuki Rokumatsuri (六祭 みなづき Rokumatsuri Minazuki?)
Seiyu: Nana Mizuki.
La hermana menor adoptiva de Chitose. Mina asiste al mismo instituto que Chitose. Vive con su hermana Hazuki (cuando no está de gira) en un edificio de apartamentos no muy lejos de la casa de Chitose. Mina quiere a Chitose como a un verdadero hermano y le ayuda en lo que puede. Planea casarse con él cuando sea lo suficientemente mayor.
Kanna Togakushi (十隠 カンナ Togakushi Kanna?)
Seiyu: Akiko Nakagawa.
Amiga de la infancia de Kisaragi. Se la presenta como un técnico habilidoso que planea dominar el mundo, ayudando con sus habilidades a Kisaragi. Tras conocer a Chitose, se enamora de él e intenta capturarle¡¡ utilizando la fuerza tecnológica y una forma de hablar casual.
Fumitsuki Nanakorobi (七転 ふみつき Nanakorobi Fumitsuki?)
Seiyu: Ryouka Shima.
Delegada de la clase de Chitose. Fumitsuki está profundamente enamorada de Chitose, aunque él no se da cuenta. Tiene unas notas excelentes e intenta ganarse el corazón de Chitose, aunque a veces es muy agresiva, lo que se puede ver en múltiples ocasiones en las que golpea a gente con gran fuerza y de manera cómica cuando lo hace para silenciar a los estudiantes B y C.
Nagatsuki Kuron (九龍 ながつき Kuron Nagatsuki?)
Seiyu: Tamaki Nakanishi
Una chica misteriosa de China que dice ser la hija legítima de Mutsuki. Aparece por primera vez en Happy Lesson Advance. Es hábil en Kung Fu, y pelea con Chitose en cuanto tiene oportunidad. Aunque se la presenta por primera vez con un vestido chino rojo, prefiere vestirse como un chico. 
Estudiantes B y C
Dos estudiantes del instituto de Chitose que aparecen de vez en cuando. Como su nombre sugiere, tienen una letra en su frente. Parecen existir solo para hacer infeliz a Fumitsuki así como para seguirla constantemente con una cámara de vídeo y hacer comentarios sarcásticos. 
Eran los únicos miembros del club de literatura hasta que Fumitsuki les echa. Ven a Fumitsuki como el miembro A.

## Adaptaciones a anime

### OVA Happy Lesson
El manga se adaptó primero a un formato animado en 2001, reemplazando al protagonista masculino, Susumu Arisaka, con Chitose Hitotose. Esta primera adaptación tomo la forma de un OVA de cinco episodios, centrados en cómo el protagonista principal se encuentra con las profesoras, así como en cómo se reúne con sus amigas de la infancia del orfanato, Hazuki Yazakura y Minazuki Rokumatsuri. Fue publicado entre junio del 2001 y mayo del 2003 por los estudios de KSS.

#### Lista de episodios
| # | Título | Estreno                 |
| - | --- | ----------------------- |
|   | |                         |
| 1 | «Qué nervios - Profes mamás» «Doki Doki - Mama Tīchā» (どきどき☆ママティーチャー) España: «Qué estrés - Mamás y profresoras»         | 19 de julio de 2001     |
| 2 | «Qué emoción - Vacaciones» «Waku Waku - Vakēshon» (わくわく☆ヴァケーション) España: «Qué pasada - Unas supervacaciones»              | 21 de diciembre de 2001 |
| 3 | «Qué excitante - Mamás felices» «Hara Hara - Happī Mama» (はらはら☆ハッピーママ) España: «Qué ilusión - Mamis felices»               | 26 de abril de 2002     |
| 4 | «Qué alegría - Koyomi a escena» «Uki Uki - Koyomi On Sutēji» (うきうき☆こよみオンステージ) España: «Qué divertido - A escena»        | 26 de abril de 2002     |
| 5 | «Qué resplandor - profes miko» «Kira Kira - Miko Tīchā» (きらきら☆巫女ティーチャー) España: «Qué resplandor - Profes y sacerdotisas» | 23 de mayo de 2002      |

### Happy Lesson
Tras el éxito de la serie de OVAs, a partir del 1 de abril de 2002 se comenzó a emitir una serie de anime tomando a los personajes del OVA y cuyo primer capítulo era muy similar a la introducción de los OVA. Esta serie de trece capítulos y un extra, se centra en las vidas y relaciones del protagonista, las profesoras y las amigas de la infancia. Fue publicado entre abril y junio del 2003 por los estudios de KSS y Mediaworks.

#### Lista de episodios
| #  | Título |
| -- | --- |
|    | |
| 1  | «Qué nervios - Profes mamás» «Doki Doki - Mama Tīchā» (どきどき☆ママティーチャー) España: «Qué estrés - Mamás y profresoras»                                   |
| 2  | «Ánimo - ¡Vamos a estudiar!» «Run Run - Obenkyō Shimasho!» (ルンルン☆お勉強しましょ!) España: «Venga venga - A estudiar toca»                                  |
| 3  | «Bye Bye - Adiós espíritu del infortunio» «Bai Bai - Saraba Fukōshin» (バイバイ☆さらば不幸神) España: «Que alivio - Se acabó la mala suerte»                   |
| 4  | «Qué miedo - ¿Cuál es mi hermanito mayor?» «Fura Fura - Onii-chan wa Dotchi?» (フラフラ☆お兄ちゃんはどっち?) España: «Que pesado - ¿Quién es mi hermanito?»    |
| 5  | «Dong Dong - Una noche de tormenta de nieve» «Gan Gan - Fubuki no Ichiya» (ガンガン☆吹雪の一夜) España: «Qué frío - La tormenta de nieve»                      |
| 6  | «Qué indecisión - ¿Dominaremos el mundo?» «Moji Moji - Sekai Seifuku!?» (モジモジ☆世界征服?!) España: «Qué nervios - ¿Dominaremos el mundo?»                   |
| 7  | «Moe moe - ¡Hazlo lo mejor que puedas Mina-chan!» «Moe Moe - Mina-chan Ganbaru!» (モエモエ☆みなちゃん頑張る!) España: «Qué ímpetu - ¡A por todas, Mina!»       |
| 8  | «Que suave - ¿Uzuki es un ángel?» «Fuwa Fuwa - Uzuki wa Tenshi?» (フワフワ☆うづきは天使?) España: «Que suavecita - ¿Uzuki es un ángel?»                        |
| 9  | «Que cansancio - Actividades extraescolares» «Kuta Kuta - Kurabu Katsudō» (クタクタ☆クラブ活動) España: «Que cansancio - Actividades extraescolares»           |
| 10 | «Qué sorpresa - ¿Hazuki abandona?» «Oro Oro - Hazuki Intai Sengen?» (オロオロ☆はづき引退宣言?) España: «Qué alucine - Hazuki se echa atrás»                    |
| 11 | «Qué mareo - ¡La gran transformación de sus sueños!» «Kura Kura - Yume no Dai Henshin!» (クラクラ☆夢の大変身!) España: «Qué mareo - La metamorfosis del sueño» |
| X  | «Qué calor - A solas con Kana (Especial)» «Hoka Hoka - Kanna to Futari Kiri» (ホカホカ☆カンナと二人きり) España: «Qué emoción - A solas con Kana»              |
| 12 | «Love Love - El festival cultural de Koyomi» «Rabu Rabu - Koyomi Bunkasai» (ラブラブ☆こよみ文化祭) España: «Qué romántico - El festival cultural de Koyomi»    |
| 13 | «Qué triste - ¿!Secreto descubierto!?» «Uru Uru - Himitsu Michatta!?» (ウルウル☆秘密見ちゃった!?) España: «Qué fuerte - Se descubrió el pastel»                |

### Happy Lesson Advance
Es la continuación de la serie Happy lesson y tiene lugar justo a continuación de esta. Se apoya en el personaje de Nagatsuki Kuron (九龍 ながつき Kuron Nagatsuki?) para llevar el trasfondo de la trama central: qué es ser una madre y qué es la familia. Fue producido los estudios de KSS y Mediaworks y emitido entre julio y septiembre del 2003.

#### Lista de episodios
| #  | Título |
| -- | --- |
|    | |
| 1  | «Qué divertido - El festival del uniforme» «Pika Pika - Seifuku Matsuri» (ピカピカ★制服まつり) España: «¡Qué divertido! El festival del uniforme»             |
| 2  | «Qué tensión - El secreto de Nagatsuki» «Bare Bare - Nagatsuki no Himitsu» (バレバレ★ながつきの秘密) España: «¡Qué tensión! el secreto de Nagatsuki»          |
| 3  | «Uy, uy - Uzuki es mamá» «Uzu Uzu - Uzuki wa Mama» (ウズウズ★うづきはママ) España: «¡Uy, uy! Uzuki es mamá»                                                   |
| 4  | «Oh vaya.. - Un día en la enfermería» «Yare Yare - Hokenshitu no ichi nichi» (ヤレヤレ★保健室の1日) España: «¡Madre mía! Un día en la enfermería»             |
| 5  | «¡Qué nervios! - El viaje escolar» «Sowa Sowa - Shōgakuryokō» (ソワソワ★修学旅行) España: «¡Qué nervios! Nos vamos de excursión»                              |
| 6  | «¡Qué susto! - Mina-chan en graves problemas» «Pin Pin - Mina-chan dai pinchi» (ピンピン★みなちゃん大ピンチ) España: «¡Vaya susto! Minazuki no regresa»       |
| 7  | «!Qué sexy! - El omiai de Satsuki» «Mote Mote - Satsuki no Omiai» (モテモテ★さつきのお見合い) España: «¡Qué exitazo! La cita de Satsuki»                      |
| 8  | «¡Qué morriña! - Recuerdos de la playa» «Yura Yura - Hamabe no Omoide» (ユラユラ★浜辺の思い出) España: «¡Qué morriña! Recuerdos de la playa»                  |
| 9  | «Qué calor - A solas con Kana (Especial)» «Hoka Hoka - Kanna to Futari Kiri» (ホカホカ★カンナと二人きり) España: «Qué emoción - A solas con Kana»             |
| 10 | «Mentira, mentira... - Adiós Kii-chan» «Uso Uso - Sayonara Kii-chan» (ウソウソ★さよならきーちゃん) España: «¡Qué pena! Adiós, Kisaragi»                       |
| 11 | «¡Qué alboroto! - La tienda propia de Hazuki» «Gaya Gaya - Hazuki no Mai Shoppu» (ガヤガヤ★はづきのマイショップ) España: «¡Qué alboroto! La tienda de Hazuki» |
| 12 | «¿Por qué? ¿por qué? - Mutsuki se va de casa» «Naze Naze - Mutsuki no iede» (ナゼナゼ★むつきの家出) España: «¡Por qué Mutsuki se ha ido de casa!»             |
| 13 | «¡Que follón! - El día de la despedida» «Wai Wai - Owakare no hi» (ワイワイ★お別れの日) España: «¡Cuánto follón! La despedida»                                |
| X  | «¡Que tristeza! - La rebelión de Navidad de Kanna» «Hau Hau - Kanna no X'masu Sōdō» (バウバウ★カンナのX'マス騒動) España: «¡Qué cosas! Kanna odia la Navidad» |

### Happy Lesson: The final
Es la conclusión de las series de anime. Se apoya en la relación entre el protagonista y las profesoras para el desarrollo de la conclusión. Fue producido los estudios de KSS y publicado en mayo de 2004.

#### Lista de episodios
| # | Título |
| - | --- |
|   | |
| 1 | «¡Qué calor! - Pruebas de coraje en el frío del atardecer» «Atsu Atsu - Nōryō Kimodameshi» (あつあつ☆納涼キモだめし) España: «¡Qué calor! - Las pruebas de coraje al atardecer» |
| 2 | «Uy, uy - ¿¡El gran amor de Mutsuki!?» «Ubu Ubu - Mutsuki no Dai Rennai!?» (うぶうぶ☆むつきの大恋愛!?) España: «¡Qué calor! - El gran amor de Mutsuki»                          |
| 3 | «¡Oh vaya! - ¡Final feliz!» «Yare Yare - Happī Daidanen!» (やれやれ☆ハッピー大団円!) España: «¡Hola hola! - Final feliz»                                                        |

### Banda sonora
OVA Happy Lesson
- Opening: "C'" ("C Dash"), de Hikari Okamoto.
- Ending: "Place", de Five Moms.

Happy Lesson
- Opening: "Telescopio" (テレスコープ Teresukōpu?), de Sleepin' Johnny Fish.
- Ending: "Ciudad de los sueños, Tokyo Life" (夢の都TOKYO LIFE Yume no Miyako Tokyo Life?), de Akiko Nakagawa .

Happy Lesson Advance
- Opening: "Radio Jack" (RADIOジャック Radio Jakku?), de Sleepin' Johnny Fish.
- Endings:
  1. "Fiesta" (パーティー Pātī?), de Millio (episodios 1–12).
  2. "Love Goes On", de Mie Sonozaki (episodio 13).

Happy Lesson: The Final
- Opening: "Hikari Hitotsu Hirari" (ひかりひとつひらり?), de Sleepin' Johnny Fish.
- Ending: "Paradise", de Grace.

Habrá una cuarta temporada en 2019